# Масуд Барзані
Масуд Барзані (сорані مەسعود بارزانی, курд. Mesûd Barzanî; нар. 16 серпня 1946, Мехабад, Мехабадська республіка) — курдський і іракський політичний діяч, президент Іракського Курдистану і лідер Демократичної партії Курдистану (ДПК).

## Біографія
Масуд Барзані народився в Мехабаді, де його батько Мустафа Барзані був головнокомандуючим армією Мехабадської республіки. У цьому зв'язку відомий його вислів: «Я був народжений в тіні курдського прапора в Мехабаді, і я готовий служити і померти заради цього прапора».
День народження Масуда Барзані збігся з днем заснування ДПК.
Коли Мехабадська республіка пала, Мустафа Барзані разом з 500 добірними бійцями прорвався в СРСР, тоді як його родина разом з усім плем'ям барзан повернулася до Іраку (весна 1947 р.), де їх вислали на південь країни.
Масуд Барзані виховувався в будинку діда по матері, вождя племені Зібарі; він здобув початкову освіту на арабській мові. Після повалення монархії в 1958 році і повернення в Ірак Мустафи Барзані він живе з батьком у Багдаді.
Незабаром після початку Вересневого повстання, навесні 1962 16-річний Масуд приєднується до пешмерга. Він брав участь у бойових операціях разом з батьком, потім був призначений керівником радіо «Голос Іракського Курдистану», а з 1968 р. керував службою безпеки «Парастін». Після поразки повстання в 1975 Масуд активно займається реорганізацією ДПК; разом з тим, він супроводжує батька в США. У 1978 році Масуд дивом уникнув спроби замаху у Відні, організованою іракської спецслужбою. Після смерті Мустафи Барзані в березні 1979 Масуд обирається головою ДПК. Цю посаду він займає до теперішнього часу. У 2003–2004 Масуд Барзані входив до Правлячої ради Іраку, а 12 червня 2005 проголошений президентом Іракського Курдистану.
Масуд Барзані — автор книги «Мустафа Барзані і курдський визвольний рух», яка видана курдською, арабською та російською мовами.
Серед курдів відомий під поважних прізвиськом «Кек Масуд» — «Пан Масуд».

## Особисті якості
М. Барзані небагатослівний, обережний в оцінках, відрізняється коректністю навіть по відношенню до своїх політичних суперників, уникає різких виразів. Прихильність до реалістичності, неприязнь до максималізму і екстремізму, вірність даному слову забезпечили йому авторитет в країні і за кордоном («Азія і Африка сьогодні», № 2, 1998, с. 24).
Захоплення — читання і футбол.
Одружений, має вісім дітей. Володіє курдською, арабською, перською та англійською мовами.